# Saison 3 de Jessie
Chronologie
Saison 2 Saison 4
La troisième saison de la série télévisée Jessie est diffusée à partir du 5 octobre 2013 sur Disney Channel aux États-Unis.

## Généralités
- Aux États-Unis, la saison est diffusée depuis le 5 octobre 2013 sur Disney Channel.
- Au Canada, elle a été diffusée sur Family.
- En France, en Suisse et en Belgique elle est diffusée depuis le 19 février 2014 sur Disney Channel France.
- Cette saison est inédite dans les autres pays francophones.

## Distribution

### Acteurs principaux
- Debby Ryan (VF : Manon Azem) : Jessie Prescott
- Peyton Roi List (VF : Alice Orsat) : Emma Ross
- Cameron Boyce (VF : Maëldan Wilmet) : Luke Ross
- Karan Brar (VF : Victor Quilichini) : Ravi Ross
- Skai Jackson (VF : Clara Quilichini): Zuri Ross
- Kevin Chamberlin (VF : Jean-Loup Horwitz) : Bertrand Winkle

### Acteurs récurrents
- Chris Galya : Tony Chiccolini
- Charles Esten : Morgan Ross
- Christina Moore : Christina Ross
- Joey Richter : Officier Peter
- Jennifer Veal (en) : Agatha Ellestoye / Angela Ellestoye
- Frank : Mme. Kipling
- Kelly Gould (en) : Rosie
- Carolyn Hennesy (en) : Rhoda Chesterfield
- J.J. Totah (en) : Stuart Wooten
- Sierra McCormick : Franny la Frappadingue

## Épisodes

### Épisode 1:Soirée d'Halloween
- États-Unis : 5 octobre 2013
- France, Suisse, Belgique : 18 octobre 2014

- États-Unis : 3,166 millions de téléspectateurs[1]

- Carolyn Hennesy : Mme Chesterfield

### Épisode 2:Jeux de mains, jeux de vilains
- États-Unis : 11 octobre 2013
- France, Suisse, Belgique : 19 février 2014

- États-Unis : 2,814 millions de téléspectateurs[2]

- Matthew Timmons : Max Bauer
- Cooper Barnes : Director

### Épisode 3:Jessie sur les planches
- États-Unis : 18 octobre 2013
- France, Suisse, Belgique : 26 février 2014

- États-Unis : 2,893 millions de téléspectateurs[3]

- Amanda Jane Cooper : Susan Channing
- Ray Ford : Harold

### Épisode 4:Rendez-vous surprise et panique au zoo!
- États-Unis : 1er novembre 2013
- France, Suisse, Belgique : 5 mars 2014

- États-Unis : 3,156 millions de téléspectateurs[4]

- Chris Galya : Tony
- Garrett Clayton : Earl
- L.J Johnson : Ms. Kruchall

### Épisode 5:Combat sur le ring
- États-Unis : 15 novembre 2013
- France, Suisse, Belgique : 12 mars 2014

- États-Unis : 2,887 millions de téléspectateurs[5]

- Christina Moore : Christina Ross
- Deven MacNair : Vanessa Colson
- Haley Tju : Eileen Miller

### Épisode 6:Les Ross passent à la télévision
- États-Unis : 22 novembre 2013
- France, Suisse, Belgique : 19 mars 2014

- États-Unis : 2,878 millions de téléspectateurs[6]

- Rachel Germaine : Corinne Baxter
- Lilly Mac Harrington : Delilah

### Épisode 7:Bonne chance Jessie: un Noël à New York
- États-Unis : 29 novembre 2013
- France, Suisse, Belgique : 22 novembre 2014

- États-Unis : 5,788 millions de téléspectateurs[7]

- Bridgit Mendler : Teddy Duncan
- Leigh-Allyn Baker : Amy Duncan
- Eric Allan Kramer : Bob Duncan
- Jason Dolley : PJ Duncan
- Mia Talerico : Charlie Duncan
- Bradley Steven Perry : Gabe Duncan

### Épisode 8:Danse et sentiments
- États-Unis : 10 janvier 2014
- France, Suisse, Belgique : 26 mars 2014

- États-Unis : 2,7 millions de téléspectateurs[8]

- Chris Galia : Tony
- Roger Bart : Mr. Phil McNichol

### Épisode 9:Une voisine un peu trop nature
- États-Unis : 21 février 2014
- France, Suisse, Belgique : 2 avril 2014

- États-Unis : 2,528 millions de téléspectateurs[9]

- Stefanie Scott : Maybelle
- Brian Stepanek : Mr. Collinsworth
- Noah Centineo : Rick larkin

### Épisode 10:Le premier job d'Emma
- États-Unis : 7 mars 2014
- France, Suisse, Belgique : 22 avril 2014

- États-Unis : 2,008 millions de téléspectateurs[10]

- Lombardo Boyar : Boomer
- Stephen Guarino : James McMillan
- Isabella Crovetti : Wendy McMillan

### Épisode 11:Une frappadingue peut en cacher une autre
- États-Unis : 11 avril 2014
- France, Suisse, Belgique :

- États-Unis : 2,814 millions de téléspectateurs[11]

- Genevieve Hannelius : Mackenzie
- Sierra McCormick : Frannie la frappadingue

### Épisode 12:Cours d'art vraiment dramatique
- États-Unis : 27 avril 2014
- France, Suisse, Belgique :

- États-Unis : 2,367 millions de téléspectateurs[12]

- Josie Totah : Stuart Wooten
- Jilian Rose Reed : Abbey
- Nathaniel J. Potvin : Shane
- Tom Parker : River Stevens

### Épisode 13:Une surprise de la Maison Blanche
- États-Unis : 16 mai 2014
- France, Suisse, Belgique : 20 septembre 2014

- États-Unis : 2,379 millions de téléspectateurs[13]

- Michelle Obama : Elle-même
- Lauren Pritchard : Coach Penny
- Vernee Watson : Mrs. Harris (Grand-mère de Taylor)
- Kyla Drew Simmons : Taylor Harris
- Yvette Saunders : Sergent Harris (Mère de Taylor)

### Épisode 14:Le critique gastronomique
- États-Unis : 13 juin 2014
- France, Suisse, Belgique : 6 septembre 2014

- États-Unis : 2,432 millions de téléspectateurs[14]

- Lombardo Boyar : Boomer
- Kurt Ela : Beau Jones

### Épisode 15:Un Baby-sitter très particulier
- États-Unis : 20 juin 2014
- France, Suisse, Belgique : 13 septembre 2014

- États-Unis : 2,453 millions de téléspectateurs[15]

- Matt Shively : Hudson
- J.J Totah : Stuart

### Épisode 16:Au pas de course!
- États-Unis : 27 juin 2014
- France, Suisse, Belgique : 20 septembre 2014

- États-Unis : 3,353 millions de téléspectateurs[16]

### Épisode 17:Silence, on tourne!
- États-Unis : 11 juillet 2014
- France, Suisse, Belgique : 27 septembre 2014

- États-Unis : 2,503 millions de téléspectateurs[17]

- Chris Galya : Tony

### Épisode 18:Un voyage dans l'espace
- États-Unis : 25 juillet 2014
- France, Suisse, Belgique : 4 octobre 2014

- États-Unis : 2,516 millions de téléspectateurs[18]

- John Rubinstein : Ivan

### Épisode 19:La vie rêvée de Bertrand
- États-Unis : 8 août 2014
- France, Suisse, Belgique : 11 octobre 2014

- États-Unis : 1,584 million de téléspectateurs[19]

- Gregory Thirloway : Eric Booth
- Lauren Benz Phillips : Alexia

### Épisode 20:Trois fans pour un concert
- États-Unis : 22 août 2014
- France, Suisse, Belgique : 15 novembre 2014

- États-Unis : 2,189 millions de téléspectateurs[20]

### Épisode 21:Coup de foudre à New York
- États-Unis : 19 septembre 2014
- France, Suisse, Belgique : 18 octobre 2014

- États-Unis : 1,756 million de téléspectateurs[21]

- Carolyn Hennesy : Rhoda Chesterfield
- Pierson Fodé : Brooks
- John Michael Higgins : Le serveur au restaurants

### Épisode 22:Plus d’argent, plus de problème
- États-Unis : 26 septembre 2014
- France, Suisse, Belgique : 25 octobre 2014

- États-Unis : 2,027 millions de téléspectateurs[22]

- Carolyn Hennesy : Rhoda Chesterfield
- Pierson Fodé : Brooks
- Chris Galya : Tony

### Épisode 23:À la recherche de l’homme idéal
- États-Unis : 2 octobre 2014
- France, Suisse, Belgique : 1er novembre 2014

- États-Unis : 2,214 millions de téléspectateurs[23]

- Pierson Fodé : Brooks

### Épisode 24:Mariage express
- États-Unis : 10 octobre 2014
- France, Suisse, Belgique : 8 novembre 2014

- États-Unis : 3,222 millions de téléspectateurs[24]

- Chris Galya : Tony Ciccolini
- Pierson Fodé : Brooks
- Carolyn Hennesy : Rhoda Chesterfield

### Épisode 25:Un taxi pour la gloire
- États-Unis : 21 novembre 2014
- France, Suisse, Belgique : 13 décembre 2014

- États-Unis : 1,932 million de téléspectateurs[25]

- Bob Bledsoe : Mort Marty (taxi)
- Chris Wylde : Grover

### Épisode 26:Vacances de Noël à Hawaï
- États-Unis : 28 novembre 2014
- France, Suisse, Belgique : 6 décembre 2014

- États-Unis : 3,5 millions de téléspectateurs[26]

- Maia Mitchell : Shaylee Michaels
- Joey Bragg : Joey Rooney
- Tenzing Norgay Trainor : Parker Rooney
- Amy Hill : Keahi
- Wayne Wilderson : Kevin Randolf